# Asaf el Judío
Asaf ben Berejía (también deletreado Asaph), conocido como Asaf el Médico (en hebreo: אסף הרופא‎ Asaf HaRofé) o Asaf el Judío (en latín: Asaf Judeus), fue un médico judío de la Antigüedad clásica, considerado la más antigua autoridad judía en medicina conocida hasta la fecha. Su figura está relacionada con Sefer Refuot (‘Libro de las medicinas’), también conocido como Libro de Asaf, el más antiguo libro de medicina escrito en hebreo del que se tiene constancia (de ahí su gran importancia).
El hospital Asaf Harofé, de los más emblemáticos de Israel, llevaba su nombre desde la fundación del Estado hebreo hasta 2017, cuando fue renombrado.

## Historia
Según la hipótesis más aceptada, Asaf fue un judío bizantino que vivió en algún momento entre los siglos III y VII, probablemente en la Palestina bizantina o en Mesopotamia. Otros estudios lo sitúan entre Hipócrates y Dioscórides, es decir entre el siglo V a. C. y el siglo I, aunque esta hipótesis no concuerda con los historiadores que sostienen que Asaf pudo haber colaborado en la redacción del libro que lleva su nombre (en el cual se recoge a Dioscórides, por lo que no pudo haber vivido antes que él).
Asaf es mencionado repetidamente y con gran respeto, a veces como Asaf el Virtuoso, por filósofos y autores médicos medievales. De él se sabe que tradujo al hebreo la literatura médica griega, agregando comentarios propios según su experiencia clínica, y que fundó una escuela de medicina con énfasis en los preceptos judíos. Sin duda fue discípulo de la escuela hipocrática y es muy probable que estudiara (y puede que enseñara) en la célebre Escuela de Alejandría, centro más importante del pensamiento científico y filosófico de la época, que contaba con su propia facultad de medicina, por lo que además de medicina griega habrá conocido en su famosa biblioteca la medicina asiria, babilónica, egipcia, persa, caldea y hasta hindú. Las investigaciones y conclusiones de Asaf aparecen, entre otros, en fuentes arábigo-hispanas como el Libro de los Medicamentos Simples de Ibn Wafid.

## El Libro de las Medicinas y el Juramento de Asaf
Sin duda, la obra por la que Asaf el Médico es célebre (y la única en la que es mencionado) es el llamado Libro de las Medicinas, y sobre todo el Juramento de Asaf – un juramento médico que está recogido al final del libro.